# Mauro Sandreani
Mauro Sandreani (* 26. September 1954 in Rom) ist ein ehemaliger italienischer Fußballspieler und späterer -trainer. Als Spieler unter anderem für den AS Rom, den CFC Genua und Lanerossi Vicenza aktiv, trainierte er später vor allem erfolgreich Calcio Padova.

## Spielerkarriere
Mauro Sandreani, geboren 1954 in der italienischen Hauptstadt Rom, begann mit dem Fußballspielen in der Jugend des Topklubs AS Rom. 1974 debütierte er unter Trainer Nils Liedholm in der ersten Mannschaft der Römer und spielte in diesem Team drei Jahre lang bis 1977. Obwohl er sich nie richtig zum Stammspieler durchsetzen konnte, standen bis 1977 31 Ligapartien zu Buche, in denen dem Abwehrspieler kein Tor gelang.
Ohne Einsatz blieb er dann jedoch bei seiner zweiten Station als Fußballspieler, bei Lanerossi Vicenza. Dennoch war er Teil der Mannschaft des Vereins, die unter Trainer Giovan Battista Fabbri mit der Vizemeisterschaft den größten Erfolg überhaupt in der Vereinsgeschichte holte. Im Sommer 1979 ging er für ein Jahr zum CFC Genua in die Serie B und kehrte im Jahr darauf nach Vicenza zurück. Da der Verein als amtierender Vizemeister abgestiegen war, spielte Mauro Sandreani trotzdem weiterhin Zweitligafußball. Nachdem im ersten Jahr der direkte Wiederaufstieg noch knapp verpasst wurde, spielte Lanerossi Vicenza mit Sandreani in der Serie B 1980/81 gegen den Abstieg und musste am Ende der Saison als Viertletzter, einen Punkt hinter dem ersten Nichtabsteiger Hellas Verona, den Gang in die Drittklassigkeit antreten. Die Wege von Lanerossi Vicenza und Mauro Sandreani trennten sich daraufhin.
Sandreani spielte ein Jahr in der Serie C1 für den FC Modena, wo er allerdings nur neun Spiele im Ligabetrieb machte. Von 1983 bis 1984 war er danach für Alma Juventus Fano aktiv, danach für die gleiche Zeit bei Rimini Calcio. Von 1984 bis 1987 hatte Sandreani seine letzte Karrierestation beim unterklassigen Verein Vis Pesaro. Im Sommer 1987 beendete er seine Spielerkarriere im Alter von 33 Jahren.

## Trainerkarriere
Ein Jahr nach dem Ende seiner aktiven Laufbahn als Fußballspieler begann Mauro Sandreani ein Engagement als Co-Trainer unter Mario Colautti zunächst beim AC Perugia und dann ab 1989 zwei Jahre lang bei Calcio Padova. Von 1991 bis 1992 führte er das gleiche Amt auch unter Colauttis Nachfolger Bruno Mazzia weiter. Als dieser nach 31 Spieltagen der Serie B 1991/92 entlassen wurde, übernahm Mauro Sandreani den Posten des Cheftrainers bei Calcio Padova zunächst bis zum Saisonende und führte die Mannschaft noch zum knappen Klassenerhalt. Bedingt durch diesen Erfolg wurde sein Vertrag verlängert. Mauro Sandreani war die folgenden vier Jahre Trainer von Calcio Padova. In seiner ersten kompletten Saison als Chefcoach wurde mit Platz fünf und einem Punkt Rückstand auf die US Lecce der Aufstieg in die Serie A nur sehr knapp verfehlt. Im Jahr darauf gelang dieses Vorhaben dann aber, nachdem man aufgrund der besseren Tordifferenz gegenüber dem AC Cesena den vierten Rang in der zweiten Liga belegte und damit den Aufstieg sicherte. Für Calcio Padova war es die Rückkehr in die Serie A nach 32 Jahren und bis heute der letzte Aufstieg in die höchste italienische Fußballliga. Die Serie A 1994/95 beendete Padua als Aufsteiger und mit Spielern wie Giuseppe Galderisi, Alexi Lalas oder Goran Vlaović auf dem vierzehnten Tabellenrang und erreichte aufgrund der besseren Tordifferenz gegenüber dem punktgleichen CFC Genua den Klassenerhalt. Im Jahr darauf musste man als Tabellenletzter mit dreizehn Punkten Rückstand auf einen Nichtabstiegsplatz den Gang zurück in die Zweitklassigkeit antreten.
Mauro Sandreani verließ Calcio Padova nach dem Abstieg in die Serie B und wurde zur Folgesaison Trainer beim Mitabsteiger Torino Calcio. Nur im Mittelfeld der Serie B liegend, wurde Sandreani nach 28 Spieltagen von seinen Aufgaben entbunden und durch den ehemaligen Torino-Torhüter Lido Vieri ersetzt. In der nächsten Saison coachte Sandreani von Saisonbeginn an Ravenna Calcio, wurde aber auch hier im späteren Saisonverlauf entlassen. Auch nur von halbjähriger Dauer und sehr von fehlendem Erfolg geprägt war Mauro Sandreanis Tätigkeit beim FC Empoli in der Serie A 1998/99. Der Verein stieg am Ende der Saison abgeschlagen als Letzter ab. Auch bei CD Teneriffa 1999 und beim FBC Treviso 2001 arbeitete er nur kurz.
Nach zwölf Jahren außerhalb des Fußballgeschäfts übernahm Mauro Sandreani 2013 den Posten des technischen Direktor bei Juventus Turin und übte diese Funktion bis 2014 aus. Seitdem arbeitet er in dieser Funktion für die italienische Fußballnationalmannschaft.

## Erfolge
- Aufstieg in die Serie A: 1×

1993/94 mit Calcio Padova